# Alexander Bard
Alexander Bengt Magnus Bard (Motala község, 1961. március 17. –) svéd zenész, dalszerző, író, zenei producer, televíziós személyiség, valamint vallási és politikai aktivista. Az Army of Lovers együttes alapító tagja 1987 és 1996 között, szintetizátoros és dalszerző, az együttes "agya". Nyíltan homoszexuális, 1992 óta zoroasztrista és az ún. szinteizmus követője, társalapítója a Stockholm Records kiadónak. Számos könyv szerzője és lektora internetes, vallási és egyéb témakörökben.

## Diszkográfia

### Stúdióalbumok (Army of Lovers)
- Disco Extravaganza (1990)
- Massive Luxury Overdose (1991)
- The Gods of Earth and Heaven (1993)
- Glory, Glamour and Gold (1994)

## Bibliográfia
- The Netocrats with Jan Söderqvist (2000)
- The Global Empire, with Jan Söderqvist (2002)
- The Body Machines, with Jan Söderqvist (2009)
- The Futurica Trilogy, with Jan Söderqvist (2012)
- Syntheism – Creating God in the Internet Age, with Jan Söderqvist (2014)
- Digital Libido – Sex, power and violence in the network society, with Jan Söderqvist (2018)